# Sudamericano de Rugby B 2001
El Sudamericano de Rugby B del 2001 fue un cuadrangular de todos contra todos a una sola ronda. Se trató del único Sudamericano B que no se fijó sede por lo que Brasil y Venezuela se beneficiaron con dos matchs disputados en su casa y les tocó uno solo a Perú y a Colombia, esta última selección fue debutante en el torneo que organiza la Confederación Sudamericana de Rugby. Todos los partidos fueron válidos por la primera ronda de la clasificación americana para la Copa Mundial de Rugby de 2003, siendo Brasil el que se ganó el derecho a pasar a la siguiente etapa para enfrentarse a Trinidad y Tobago.

## Equipos participantes
- Selección de rugby de Brasil (Los Vitória-régia)
- Selección de rugby de Colombia (Los Tucanes)
- Selección de rugby de Perú (Los Tumis)
- Selección de rugby de Venezuela (Las Orquídeas)

## Posiciones
| Pos. | Equipo    | Encuentros | Encuentros | Encuentros | Encuentros | Tantos  | Tantos    | Tantos     | Puntos |
| Pos. | Equipo    | jugados    | ganados    | empatados  | perdidos   | a favor | en contra | diferencia | Puntos |
| ---- | --------- | ---------- | ---------- | ---------- | ---------- | ------- | --------- | ---------- | ------ |
| 1    | Brasil    | 3          | 3          | 0          | 0          | 112     | 24        | + 88       | 9      |
| 2    | Venezuela | 3          | 2          | 0          | 1          | 104     | 33        | + 71       | 7      |
| 3    | Perú      | 3          | 1          | 0          | 2          | 59      | 110       | - 51       | 5      |
| 4    | Colombia  | 3          | 0          | 0          | 3          | 22      | 130       | - 108      | 3      |

Nota: Se otorgan 3 puntos al equipo que gane un partido, 2 al que empate y 1 al que pierda

## Resultados[1]
| 6 de octubre | Venezuela | 55 - 0  | Colombia | Estadio Olímpico de la UCV, Caracas, Venezuela |  |
|              |           | Reporte |          |                                                |  |

| 13 de octubre | Venezuela | 46 - 19 | Perú | Estadio Olímpico de la UCV, Caracas, Venezuela |  |
|               |           | Reporte |      |                                                |  |

| 27 de octubre | Brasil | 51 - 9  | Perú | Estádio Municipal, Varginha, Brasil |  |
|               |        | Reporte |      |                                     |  |

| 3 de noviembre | Colombia | 12 - 47 | Brasil | Estadio El Salitre, Bogotá, Colombia |  |
|                |          | Reporte |        |                                      |  |

| 17 de noviembre | Brasil | 14 - 3  | Venezuela | cancha del SPAC, São Paulo, Brasil |  |
|                 |        | Reporte |           |                                    |  |

| 17 de noviembre | Perú | 31 - 10 | Colombia |  |  |
|                 |      | Reporte |          |  |  |

| Bandera de Brasil |
| Campeón Brasil    |
| Segundo título    |